# Bò Lourdaise
Bò Lourdaise là một giống bò có nguy cơ tuyệt chủng của Pháp. Giống bò này được đặt tên theo thị trấn Lourdes, trong vùng Hautes-Pyrénées của vùng Occitanie, và có nguồn gốc ở các nước xung quanh, đặc biệt là ở các bang Argelès, Bagnères-de-Bigorre và Ossun. Nó trước đây là một giống ba mục đích, sản sinh sữa, thịt và kéo cày, trợ giúp công việc đống áng. Giống bò này phân bố rộng rãi ở Pyrénées của Tây Nam nước Pháp. Nó đã gần như tuyệt chủng vào những năm 1980, nhưng kể từ đó đã phục hồi sau những nỗ lực bảo tồn. Tuy nhiên, giống bò này vẫn trong tình trạng cực kỳ nguy cấp.
Số lượng bò Lourdaise giảm mạnh trong những năm sau Chiến tranh thế giới thứ hai, vì ba lý do: cơ giới hoá nông nghiệp có nghĩa là nhu cầu về bò đã giảm sút; các giống chuyên dụng, như bò Braunvieh và bò Friesian cho sữa và bò Charolaise và bò Limousine cho thịt, được giới thiệu trong khu vực; và vào năm 1960, Edmond Quittet, nhà kiểm tra général de l'agriculture, đã thiết lập một chính sách giảm số lượng giống bò thiểu số của Pháp. Đến năm 1983, chỉ còn lại 30 con bò Lourdaise. Những nỗ lực bảo tồn đã được bắt đầu, với những đóng góp từ Parc National des Pyrénées, Bộ Nông nghiệp Pháp, và chính quyền vùng Haute-Pyrénées.
Lourdaise được FAO liệt kê là "trong tình trạng nguy cấp" trong năm 2007.:41 Vào năm 2014, tổng số lượng bò giống này được báo cáo là 268 con.